# جيم يوهانسن
جيم يوهانسن (بالنرويجية البوكمول: Jim Johansen)‏ هو لاعب كرة قدم نرويجي في مركز الوسط، ولد في 6 فبراير 1987 في هارستاد في النرويج. شارك مع منتخب النرويج تحت 17 سنة لكرة القدم. أما مع النوادي، فقد لعب مع نادي بودو/غليمت ونادي سترومسغودست ونادي سوغندال لكرة القدم.

## وصلات خارجية
- جيم يوهانسن على موقع قاعدة بيانات كرة القدم.إي يو (الإنجليزية)
- جيم يوهانسن على موقع Soccerway.com (الإنجليزية)